# James Logan Jones
James Logan (Jim) Jones jr. (Kansas City (Missouri), 19 december 1943) is een Amerikaans voormalig militair en diplomaat van de Democratische Partij. Hij diende als Nationaal Veiligheidsadviseur onder president Barack Obama van 2009 tot 2010. Als militair was hij een vier-sterren-generaal in het Amerikaanse marinierskorps en diende hij van 2003 tot 2006 als opperbevelhebber van de NAVO. Eerder, van 1999 tot 2003, was hij Commandant of the United States Marine Corps.

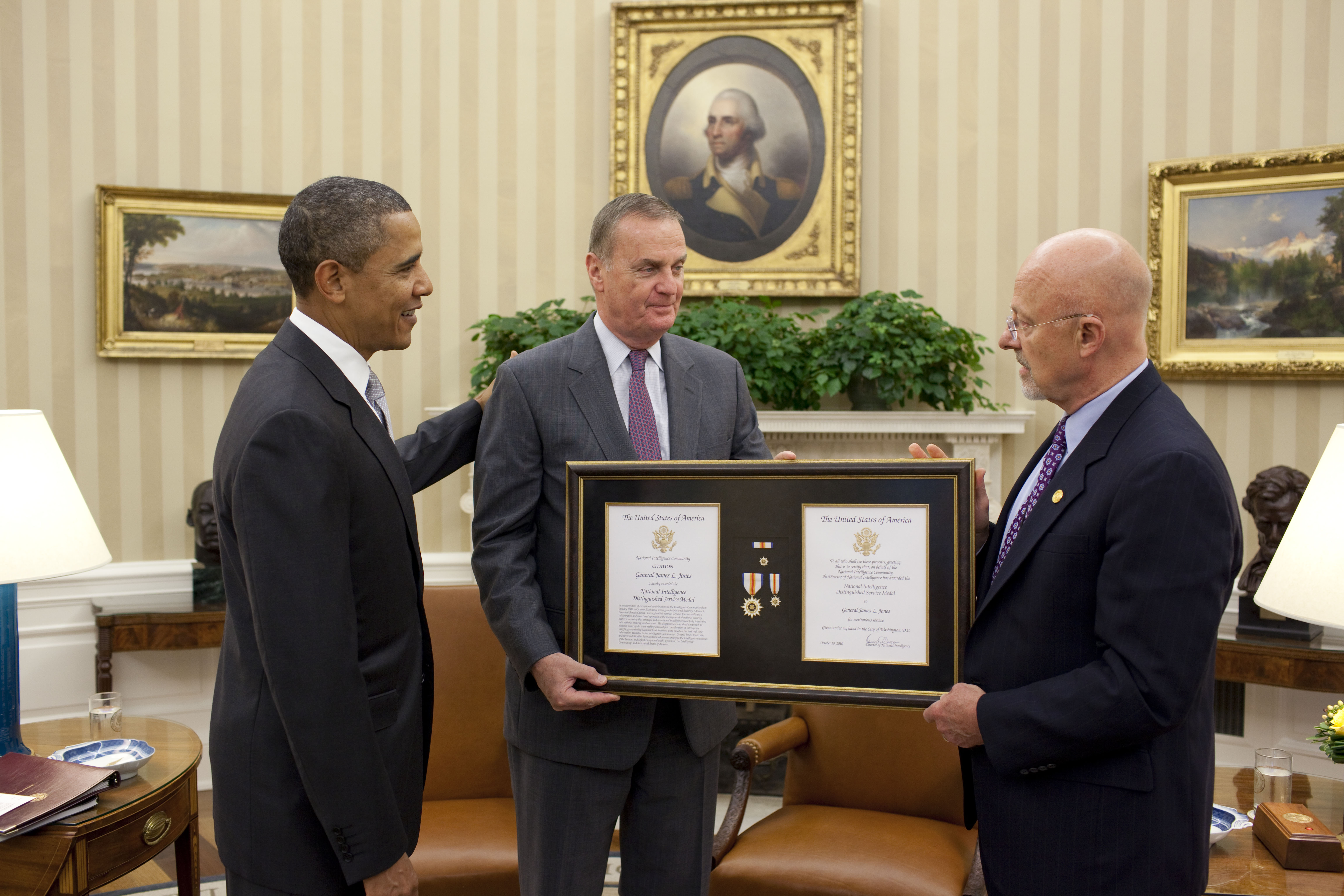
James Logan Jones samen met president Barack Obama en James Clapper in 2010.

- Gemeinsame Normdatei: 112578931X
- International Standard Name Identifier: 0000 0000 4695 0520
- Library of Congress Control Number: no2008019135
- National Archives and Records Administration: 10679550
- Nationale Bibliotheek van Polen: a0000003630773
- Nederlandse Thesaurus van Auteursnamen: 324889062
- Système universitaire de documentation: 150345208
- Virtual International Authority File: 56411070
- WorldCat: E39PBJtmr6Vc3xjvtyx7jWH6Kd